# ناثان ويب (قس)
ناثان ويب (بالإنجليزية: Nathan Webb)‏ هو قس أمريكي، ولد في 9 أبريل 1705 في برينتري في الولايات المتحدة، وتوفي في 17 مارس 1772 في أوكسبريدج في الولايات المتحدة.